# Groupe de NGC 4889
Le groupe de NGC 4889 comprend au moins 18 galaxies situées dans la constellation de la Chevelure de Bérénice. La distance moyenne entre ce groupe et la Voie lactée est d'environ 110,7 Mpc (∼361 millions d'al). 

## Membres
Le tableau ci-dessous liste les 18 galaxies qui sont indiquées dans l'article d'Abraham Mahtessian publié en 1998. 
D'autre part, il est étonnant que Mahtessian n'ait pas inclus NGC 4807A dans le groupe de NGC 4889, car elle est située à proximité de NGC 4807 sur la sphère céleste et sa distance de Hubble est égale à 107,6 ± 7,5 Mpc (∼351 millions d'al). Cette galaxie occupe la dernière rangée du tableau.
Notons également que la galaxie NGC 4817 se situe dans cette région de la sphère céleste et que sa distance de 101,9 ± 7,1 Mpc (∼332 millions d'al) la situe la fourchette des distances des galaxies de ce groupe. D'autre part, selon un article publié en 1980 par Alan Dressler, NGC 4817 est un membre de l'amas de la Chevelure de Bérénice comme les galaxies du groupe de NGC 4889. NGC 4817 pourrait donc aussi appartenir au groupe de NGC 4889.
| Nom                   | Classification | Type                  | α (J2000.0)    | δ (J2000.0)   | Vitesse radiale (km/s) | Magnitude apparente | Distance (Mpc) | Diamètre (kal) |
| --------------------- | -------------- | --------------------- | -------------- | ------------- | ---------------------- | ------------------- | -------------- | -------------- |
| NGC 4789              | SA0?           | Lenticulaire          | 12h 54m 19.0s  | 27° 04′ 05″   | 8365 ± 10              | 12,1                | 124,4 ± 8,9    | 199            |
| NGC 4807              | SAB0- pec:     | Lenticulaire          | 12h 55m 29.1s  | 27° 31′ 17″   | 6976 ± 2               | 13,5                | 106,9 ± 7,5    | 116            |
| NGC 4816              | S0^-?          | Lenticulaire          | 12h 56m 12.1s  | 27° 44′ 44″   | 6915 ± 9               | 12,8                | 106,0 ± 7,4    | 203            |
| NGC 4819              | SBa,           | Spirale barrée        | 12h 56m 27.8s  | 26° 59′ 14″   | 6444 ± 2               | 13,2                | 99,1 ± 6,9     | 121            |
| NGC 4827              | S0-            | Lenticulaire          | 12h 56m 43.5s  | 27° 10′ 43″   | 7587 ± 2               | 12,9                | 115,9 ± 8,1    | 158            |
| NGC 4839              | E5,            | Elliptique            | 12h 57m 24.3s  | 27° 29′ 52″   | 7388 ± 2               | 12,1                | 112,2 ± 7,9    | 350            |
| NGC 4841B (UGC 8073)1 | E pec          | Elliptique            | 12h 57m 33.9s  | 28° 28′ 56″   | 6302 ± 6               | 13,0                | 96,3 ± 6,7     | 149            |
| NGC 4841A (UGC 8072)1 | E+ pec         | Elliptique            | 12h 57m 31.95s | 28° 28′ 37.0″ | 6775 ± 8               | 14,0                | 103,7 ± 7,3    | 182            |
| NGC 4848              | SBab           | Spirale barrée        | 12h 58m 05.6s  | 28° 14′ 34″   | 7191 ± 1               | 13,7                | 110,0 ± 7,7    | 166            |
| NGC 4853              | (R')SA0-?      | Lenticulaire          | 12h 58m 35.2s  | 27° 35′ 47″   | 7687 ± 1               | 13,6                | 117,4 ± 8,2    | 46             |
| NGC 4874              | cD, E0         | elliptique            | 12h 59m 35.7s  | 27° 57′ 33″   | 7167 ± 2               | 11,7                | 109,7 ± 7,7    | 221            |
| NGC 4889              | cD, E4         | elliptique            | 13h 00m 08.1s  | 27° 58′ 37″   | 6446 ± 3               | 11,5                | 99,0 ± 6,9     | 266            |
| NGC 4895              | SA0 pec        | lenticulaire          | 13h 00m 17.9s  | 28° 12′ 08″   | 8527 ± 2               | 13,2                | 129,7 ± 9,1    | 201            |
| NGC 4911              | SAB(r)bc       | Spirale intermédiaire | 13h 00m 56.1s  | 27° 47′ 27″   | 7972 ± 2               | 12,8                | 121,5 ± 8,5    | 141            |
| NGC 4926              | SA0^-?         | Lenticulaire          | 13h 01m 53.7s  | 27° 37′ 28″   | 7857 ± 2               | 13,0                | 119,9 ± 8,4    | 138            |
| NGC 4944              | S0/a?          | Lenticulaire          | 13h 03m 49.9s  | 28° 11′ 09″   | 6956 ± 2               | 13,8                | 106,6 ± 7,5    | 204            |
| NGC 4966              | Sa             | Spirale               | 13h 06m 17.3s  | 29° 03′ 46″   | 7009 ± 2               | 13,3                | 107,2 ± 7,5    | 108            |
| NGC 4807A             | E5             | Elliptique            | 12h 55m 30.6s  | 27° 32′ 39″   | 7024 ± 2               | 15,2                | 107,6 ± 7,5    | 63             |

- 1 NGC 4841 est une paire de galaxie constituée d'UGC 8073 au nord (N) et d'UGC 8072 au sud (S).

Le site DeepskyLog permet de trouver aisément les constellations des galaxies mentionnées dans ce tableau ou si elles ne s'y trouvent pas, l'outil du site constellation permet de le faire à l'aide des coordonnées de la galaxie. Sauf indication contraire, les données proviennent du site NASA/IPAC.